# Targobank
Targobank is een Duitse bank.
Deze bank is opgericht in 1926 als Kundenkreditbank (KKB). Het bedrijf is sinds 2008 onderdeel van de Franse Crédit Mutuel groep. Het behoorde eerder tot de Amerikaanse Citigroup, maar is tijdens de kredietcrisis verkocht. Toen had het de naam Citibank Private Customers AG & Co. KGaA, de naam Targobank is sinds 2010 officieel in gebruik.